# Terra Nova do Norte
Terra Nova do Norte est une municipalité brésilienne située dans l'État du Mato Grosso.